# 1190.
◄ | 11. stoljeće | 12. stoljeće | 13. stoljeće | ►
◄ | 1160-ih | 1170-ih | 1180-ih | 1190-ih | 1200-ih | 1210-ih | 1220-ih | ►
◄◄ | ◄ | 1187. | 1188. | 1189. | 1190. | 1191. | 1192. | 1193. | ► | ►►
Arhitektura • Astronomija • Knjige • Književnost • Kršćanstvo • Medicina • Pravo • Promet • Znanost
1190. (rim. MCXC) bila je 89. godina 12. stoljeća.

## Događaji
- Brabant se odvaja od Donje Lotaringije (Belgija) i postaje samostalno vojvodstvo (do 1430.)
- Pobjeda zadarskih snaga zadarskog kneza Desinjina Damjana u bitci kraj Pašmana.
- Zadarski knez Desinjin Damjan sklopio s mir s Rabljanima.

## Rođenja
- Jordan Saski, njemački dominikanac († 1237.)

## Vanjske poveznice
|  | Zajednički poslužitelj ima još gradiva o temi 1190. |